# Willard Boyle
Willard Sterling Boyle, (Amherst, Canadá, 19 de agosto de 1924 - 7 de mayo de 2011) fue un físico canadiense pionero en el campo de la tecnología láser y coinventor del dispositivo de carga acoplada. Como director de Ciencia Espacial y Estudios Exploratorios de Bellcomm, ayudó a seleccionar los lugares de aterrizaje lunar y prestó apoyo al programa espacial Apolo.
El 6 de octubre de 2009 se anunció que compartiría el Premio Nobel de Física de 2009 por «la invención de un circuito semiconductor de imagen: el sensor CCD, que se ha convertido en un ojo electrónico en casi todas las áreas de la fotografía».
El 30 de junio de 2010 fue nombrado Compañero de la Orden de Canadá, el nivel más alto de este galardón.
Coinventor del CCD, un sensor usado en las cámaras fotográficas digitales. Por este mismo invento le fue otorgado el Premio Nobel de Física en 2009, junto a George E. Smith y Charles K. Kao.

## Trayectoria
Nacido en Amherst, Nueva Escocia, el 19 de agosto de 1924, Boyle era hijo de un médico y se trasladó a Quebec con su padre y su madre Bernice cuando tenía menos de dos años. Fue educado en casa por su madre hasta los catorce años, cuando asistió al Lower Canada College de Montreal para completar su educación secundaria.
Boyle asistió a la Universidad McGill, pero su educación se vio interrumpida en 1943, cuando se alistó en la Marina Real Canadiense durante la Segunda Guerra Mundial. Fue prestado a la Marina Real, donde aprendió a aterrizar Spitfires en portaaviones cuando terminó la guerra. Obtuvo una licenciatura en 1947, un máster en 1948 y un doctorado en 1950, todos ellos en McGill.
Tras doctorarse, Boyle pasó un año en el Laboratorio de Radiación de Canadá y dos años enseñando física en el Real Colegio Militar de Canadá.
En 1953, Boyle se incorporó a los Laboratorios Bell, donde inventó el primer láser de rubí de funcionamiento continuo con Don Nelson en 1962, y fue nombrado en la primera patente de un láser de inyección de semiconductores. En 1962 fue nombrado director de Ciencia Espacial y Estudios Exploratorios en Bellcomm, filial de los Laboratorios Bell, donde prestó apoyo al programa espacial Apolo y ayudó a seleccionar los lugares de aterrizaje lunar. Volvió a los Laboratorios Bell en 1964, donde trabajó en el desarrollo de circuitos integrados.
En 1969, Boyle y George E. Smith inventaron el dispositivo de acoplamiento de carga (CCD), por el que recibieron conjuntamente la medalla Stuart Ballantine del Instituto Franklin en 1973, el premio IEEE Morris N. Liebmann Memorial de 1974, el premio Charles Stark Draper de 2006 y el premio Nobel de Física de 2009. El CCD permitió a la NASA enviar imágenes nítidas a la Tierra desde el espacio. También es la tecnología con la que funcionan muchas cámaras digitales en la actualidad. Smith habló de su invento: "Tras fabricar el primer par de dispositivos de imagen, supimos con certeza que la fotografía química había muerto" Eugene Gordon y Mike Tompsett, dos colegas de los laboratorios Bell ya jubilados, afirman que su aplicación a la fotografía no fue inventada por Boyle. Boyle fue Director Ejecutivo de Investigación de los laboratorios Bell desde 1975 hasta su jubilación en 1979.

## Vida privada
Una vez jubilado, dividió su tiempo entre Halifax y Wallace, Nueva Escocia. En Wallace, ayudó a poner en marcha una galería de arte con su mujer, Betty, paisajista. Estaba casado con Betty desde 1946 y tenía 4 hijos, 10 nietos y 6 bisnietos. Murió el 7 de mayo de 2011, a los 86 años.